# A stanfordi börtönkísérlet (film)
A stanfordi börtönkísérlet (eredeti cím: The Stanford Prison Experiment) 2015-ben bemutatott amerikai dráma filmthriller, amelyet Tim Talbott forgatókönyvéből Kyle Patrick Alvarez rendezett. A főbb szerepekben Ezra Miller, Billy Crudup, Michael Angarano és Tye Sheridan látható. 
A film valós eseményt dolgoz fel, amely a stanfordi börtönkísérlet néven vált ismertté. Világremierje a Sundance Filmfesztivál-on volt 2015. január 26-án. Az Amerikai Egyesült Államokban 2015. július 17-én mutatták be a mozikban. Általánosságban pozitív visszajelzéseket kapott a kritkusoktól.

## Cselekmény
Philip Zimbardo, a Stanford Egyetem pszichológiaprofesszora kísérletet végez annak a hipotézisnek a tesztelésére, hogy a fogvatartottak és az őrök személyiségvonásai a fő oka a viselkedésüknek. A kísérletben Zimbardo tizennyolc férfi diákot választ ki, akik 14 napig részt vesznek a börtönélet szimulációjában, és napi 15 dollárért cserébe rabok vagy őrök szerepébe bújnak. A kísérletet az egyetem pszichológiai épületének, a Jordan Hallnak az alagsorában található álbörtönben végzik.
A diákok az őrök szerepkörében hamar hajlamosak visszaélni a rájuk ruházott hatalommal, és bizonyos értelemben ugyanez történik Zimbardo professzorral is. Hamarosan két diák pszichológiai összeomlás miatt idő előtt kilépett a kísérletből. Miután Zimbardo barátnője, Christina Maslach megfenyítette és durván visszahozta őket a valóságba, mindössze hat nap után hirtelen leállítja az egész kísérletet.

## Szereplők
| Szerep                             | Színész          | Magyar hang     |
| ---------------------------------- | ---------------- | --------------- |
| Dr. Philip Zimbardo                | Billy Crudup     | Széles Tamás    |
| Christopher Archer / John Wayne őr | Michael Angarano | Renácz Zoltán   |
| Daniel Culp / 8612-es rab          | Ezra Miller      | Gacsal Ádám     |
| Peter Mitchell / 819-es rab        | Tye Sheridan     | Szalay Csongor  |
| Gavin Lee / 3401-es rab            | Ki Hong Lee      | Berkes Bence    |
| Jerry Sherman / 5486-os rab        | Logan Miller     | Timon Barnabás  |
| Jeff Jansen / 1037-es rab          | Johnny Simmons   | Hamvas Dániel   |
| Paul Beattie / 5704-es rab         | Jesse Carere     | Szvetlov Balázs |
| Hubbie Whitlow / 7258-as rab       | Brett Davern     | Borbíró András  |
| Jim Randall / 4325-ös rab          | Jack Kilmer      | Morvay Gábor    |
| Tom Thompson / 2093-as rab         | Chris Sheffield  | Czető Roland    |
| 416-os rab                         | Thomas Mann      | Joó Gábor       |
| Anthony Carroll                    | Moisés Arias     | Sörös Miklós    |
| John Lovett                        | Keir Gilchrist   | Baradlay Viktor |
| Dr. Christina Maslach              | Olivia Thirlby   | Kis-Kovács Luca |
| Paul Vogel                         | Gaius Charles    | Varga Rókus     |

## A film készítése
A stanfordi börtönkísérletről szóló filmet először 2002-ben jelentették be, amikor Brent Emery producer leszerződtette Tim Talbottot a film forgatókönyvének megírására. A projektet tizenkét éven keresztül problémák akadályozták és késleltették, többek között a finanszírozás és a 2007-es írósztrájk miatt. 2006-ban két konkurens film is készült a kísérletről. Az egyik A kísérlet, amely a 2001-es A kísérlet című német film remake-je volt. A Maverick Films, amelynek 2008 augusztusában felbomlott a tulajdoni köre, Imprint Entertainment néven folytatta a filmet. A forgatás várhatóan 2009 januárjában kezdődött Christopher McQuarrie producer irányításával.
2014. augusztus 19-én a Sandbar Pictures és az Abandon Pictures beszállt a film finanszírozásába. Kyle Patrick Alvarez lett a rendező, míg Brent Emery, Lizzie Friedman, Greg Little, Lauren Bratman és Brian Geraghty voltak a producerek.
A forgatás 2014. augusztus 19-én kezdődött Los Angelesben, és 21 napig tartott.

## Bemutató
A filmet először 2015. január 26-án mutatták be a Sundance Filmfesztiválon. Véletlenül éppen egy nappal korábban mutatták be a Sundance-en az Experimenter című filmet, amely a hírhedt pszichológiai Milgram-kísérletről szól.
Az IFC Films 2015. március 5-én szerezte meg a film amerikai jogait. 2015. július 17-én került a mozikba, Blu-Rayen és iTunes-on 2015. november 17-én jelent meg.

## Díjak
- Edinburgh-i filmfesztivál 2015: Legjobb nemzetközi film
- Sundance Filmfesztivál 2015: Alfred P. Sloan díj
- Sundance Filmfesztivál 2015: Waldo Salt díj